# 페랭 수
대수학에서 페랭 수(Perrin number)는 다음 점화식의 반복 관계에 의해 정의된다.
{\displaystyle n>2\;,\;P(n)=P(n-2)+P(n-3)}
초기 값으로는
{\displaystyle P(0)=3,P(1)=0,P(2)=2}이다.
페랭 수열은 다음처럼 출현한다.
{\displaystyle 3,0,2,3,2,5,5,7,10,12,17,22,29,39...}( OEIS의 시퀀스 A001608 )

이 수열 시퀸스는 에두아르 뤼카(Édouard Lucas ,1876)에 의해 암묵적으로 언급되었다. 1899년 프랑수아 올리비에 라울 페랭(François Olivier Raoul Perrin)에 의해 동일한 순서가 명시적으로 언급되었다. 이 수열의 광범위한 처리가 1982년 아담스(Adams)와 생크스(Shanks) 에 의해 주어졌었다.

## 페랭 수의 생성 함수
{\displaystyle G(P(n);x)={{3-x^{2}} \over {1-x^{2}-x^{3}}}}

## 행렬 수식
{\displaystyle {\begin{pmatrix}0&1&0\\0&0&1\\1&1&0\end{pmatrix}}^{n}{\begin{pmatrix}3\\0\\2\end{pmatrix}}={\begin{pmatrix}P\left(n\right)\\P\left(n+1\right)\\P\left(n+2\right)\end{pmatrix}}}

## 비네의 페랭 수열 표현
페랭 수열의 페랭 수는 방정식으로 표현 될 수있다.
{\displaystyle x^{3}-x-1=0}
이 방정식에는 3개의 근이 있다. 하나의 실수 근 p(플라스틱 수라고 함)와 두 개의 복소근 q와 r, 그리고 이 3개 근을 감안할 때, 뤼카 수열에 비네(Binet) 공식을 적용한 페랭 시퀀스 아날로그는
{\displaystyle P\left(n\right)={p^{n}}+{q^{n}}+{r^{n}}}이다.
복소근 q 와 r 의 절댓값이 둘 다 1보다 작기 때문에 이들 근의 거듭 제곱은 큰 n에 대해 0에 접근한다. 따라서 큰 n의 경우 수식이 플라스틱 수에 접근하게 된다.
{\displaystyle P\left(n\right)\approx {p^{n}}}
이 공식을 사용하여 큰 n에 대한 페랭(Perrin) 시퀀스의 값을 빠르게 계산할 수 있다. 페랭(Perrin) 시퀀스의 연속 항의 비율은 약 1.324718의 값을 갖는 플라스틱 수(일명 플라스틱 수)에 근접한다. 이 상수는 황금 비율이 뤼카 수열과 갖는 관계에서와 같이 페랭 시퀀스와 동일한 관계를 지닌다. 비슷한 연결이 플라스틱 수와 파도반(Padovan) 수열 사이, 황금비 와 피보나치 수 사이, 백은 비율과 펠(Pell) 수 사이에서도 존재한다.

## 같이 보기
- 뤼카 수
- 페랭 수열

## 참고
1. ↑  Knuth, Donald E. (2011). The Art of Computer Programming, Volume 4A: Combinatorial Algorithms, Part 1. Addison-Wesley. ISBN 0201038048.
2. ↑  Adams, William; Shanks, Daniel (1982). "Strong primality tests that are not sufficient". Mathematics of Computation. American Mathematical Society. 39 (159): 255–300. JSTOR 2007637. MR 0658231. doi:10.2307/2007637.